# Ruby (Thorrington)
Ruby (Thorrington) es una  variedad cultivar de manzano (Malus domestica). 
Un híbrido del cruce de Cox's Orange Pippin x Desconocido. Criado en Essex por F.W. Thorrington a principios de la década de 1900. Fue recibido por National Fruit Trials en 1925. Las frutas tienen una pulpa firme, fina y crujiente, dulce con un suave sabor a fresa.

## Historia
'Ruby (Thorrington)' es una variedad de manzana, híbrido del cruce de Cox's Orange Pippin x Desconocido. Desarrollado y criado a partir de 'Cox's Orange Pippin' mediante una polinización abierta por F. W. Thorrington de Hornchurch, Essex Inglaterra, (Reino Unido) durante principios del siglo XX. La fruta de este cruce se presentó en el "National Fruit Trials" en 1925. Otras variedades de manzanas obtenidas por Thorrington en este cruce son 'Rosy Blenheim', 'Sunburn' , 'Francis'  y 'Daniel Fele Renet'.
'Ruby (Thorrington)' se cultiva en la National Fruit Collection con el número de accesión: 1925-030 y Accession name: Ruby (Thorrington).

## Características
'Ruby (Thorrington)' árbol de extensión erguida, de vigor moderadamente vigoroso, portador de espuela. Tiene un tiempo de floración que comienza a partir del 6 de mayo con el 10% de floración, para el 11 de mayo tiene una floración completa (80%), y para el 19 de mayo tiene un 90% caída de pétalos.
'Ruby (Thorrington)' tiene una talla de fruto medio; forma plano globosa, con una altura de 57.00mm, y con una anchura de 69.00mm; con nervaduras medianas; epidermis con color de fondo amarillo dorado, con un sobre color granate, importancia del sobre color alto, y patrón del sobre color rayas dispersas de color rojo pálido en la cara sombreada, "russeting" (pardeamiento áspero superficial que presentan algunas variedades) bajo; ojo parcialmente abierto, de tamaño mediano, ubicado en una cuenca arrugada, estrecha y poco profunda, rodeada en ocasiones por una corona irregularmente protuberante; pedúnculo medio largo, medio robusto y está asentado en una cavidad profunda y estrecha con un ligero  "russeting"; carne es de color crema amarillento, y firme. Dulce con un suave sabor a fresa.
Listo para cosechar en la primera mitad del segundo período. Su tiempo de recogida de cosecha se inicia a principios de septiembre.

## Usos
Una buena manzana de uso de postre fresca en mesa.

## Ploidismo
Diploide, auto estéril. Grupo de polinización: D, Día 14.